# Подлесное (Луганская область)
Подлесное (укр. Підлісне) — посёлок, относится к Попаснянскому району Луганской области Украины.
Население по переписи 2001 года составляло 491 человек. Почтовый индекс — 93324. Телефонный код — 6474. Занимает площадь 1,23 км². Код КОАТУУ — 4423857503.

## Местный совет
93321, Луганська обл., Попаснянський р-н, смт. Мирна Долина, вул. Освіти, буд. 1  (укр.)